# Челушкіна Ірина Сергіївна
Ірина Сергіївна Челушкіна (1 лютого 1961, Херсон) — українська і сербська шахістка, гросмейстер (1992) серед жінок.
 Чемпіонка СРСР 1989 року, дворазова чемпіонка України 1982 та 1987 років, триразова чемпіонка Югославії 1994, 1999 та 2001 років, дворазова чемпіонка Сербії та Чорногорії 2005 та 2006 років.

## Досягнення
Чемпіонка СРСР 1989 р., 3—5 місця (1984), 2—3 місця (1988). Чемпіонка УРСР (1982 і 1987). Чемпіонка Югославії (1994, 1999, 2001). Чемпіонка Сербії та Чорногорії (2005, 2006).
 Учасниця зональних турнірів ФІДЕ (1985) — 5—7 місця; (1990) — 11—12; (1991) — 22 місця; чемпіонка Спартакіади народів СРСР у складі збірної України (1991). Найкращі результати міжнародних турнірів: Львів (1985) — 6—7; Тбілісі (1985) — 5; Пйотркув-Трибунальські — 1; Белград (1989) — 3; Москва (1990) — 5—9 місця.
У складі збірної України учасниця 2-ох олімпіад (1992—1994); у складі зб. Югославії, Сербії та Чорногорії, Сербії — 6-ти (2000—2002, 2006—2010, 2016).
Тренер: Юрій Сімкін (1979—1990).
У липні 1990 року Ірина Челушкіна з показником 2370 очок посідала найвище у своїй кар'єрі — 16 місце у рейтингу найсильніших шахісток світу. Найвищого показника рейтингу досягла у липні 2000 року — 2415 очок (31 місце).

## Турнірні результати

### Чемпіонати України
| Рік  | Місце проведення | Турнір                 | Результат | +  | — | = | Місце  |
| ---- | ---------------- | ---------------------- | --------- | -- | - | - | ------ |
| 1978 | Харків           | 38-й чемпіонат України | 6½ з 11   |    |   |   | 8 — 13 |
| 1979 | Чернівці         | 39-й чемпіонат України | 5½ з 12   | 3  | 4 | 5 | 8      |
| 1981 | Рівне            | 41-й чемпіонат України | 7 з 11    | 7  | 4 | 0 | 4      |
| 1982 | Євпаторія        | 42-й чемпіонат України | 8 з 10    |    |   |   | Gold   |
| 1984 | Львів            | 44-й чемпіонат України | 11½ з 15  | 11 | 3 | 1 | Silver |
| 1985 | Херсон           | 45-й чемпіонат України | 7 з 13    | 5  | 4 | 4 | 5      |
| 1986 | Миколаїв         | 46-й чемпіонат України | 10½ з 15  | 7  | 1 | 7 | Silver |
| 1987 | Чернігів         | 47-й чемпіонат України | 10 з 15   | 6  | 1 | 8 | Gold   |
| 1988 | Ворошиловград    | 48-й чемпіонат України | 9½ з 15   | 7  | 3 | 5 | Bronze |

### Чемпіонати СРСР
Ірина Челушкіна зіграла у семи фінальних турнірах чемпіонатів СРСР, набравши при цьому 67½ очок зі 119 (+52-36=31), що становить 56,7 % від числа можливих очок.
| Рік  | Місце проведення | Турнір              | Результат | +  | —  | = | Місце   |
| ---- | ---------------- | ------------------- | --------- | -- | -- | - | ------- |
| 1982 | Таллінн          | 42-й чемпіонат СРСР | 8½ з 17   | 6  | 6  | 5 | 8 — 9   |
| 1984 | Київ             | 44-й чемпіонат СРСР | 9 з 15    | 6  | 3  | 6 | — 5     |
| 1987 | Тбілісі          | 47-й чемпіонат СРСР | 8 з 19    | 7  | 10 | 2 | 15 — 16 |
| 1988 | Алма-Ата         | 48-й чемпіонат СРСР | 10½ з 17  | 7  | 3  | 7 | — 3     |
| 1989 | Волзький         | 49-й чемпіонат СРСР | 11½ з 17  | 11 | 5  | 1 | Gold    |
| 1990 | Подольськ        | 50-й чемпіонат СРСР | 9½ з 17   | 7  | 5  | 5 | 6       |
| 1991 | Львів            | 51-й чемпіонат СРСР | 10½ з 17  | 8  | 4  | 5 | 4 — 5   |

## Статистика виступів у складі національних збірних

### Збірна України
Ірина Челушкіна за період 1992—1994 років зіграла за жіночу збірну України у 3-ох турнірах, зокрема: двічі шахова олімпіада та командний чемпіонат Європи. У її активі золото чемпіонату Європи та срібло шахової олімпіади, обидві нагороди здобуті у 1992 році.

 Загалом у складі збірної України Ірина Челушкіна зіграла 26 партій, у яких набрала 13½ очок (+10=7-9), що становить 51,9 % можливих очок.
| Рік  | Турнір           | Місто    | Збірна  | Шахів- ниця | Рейтинг | + | = | − | Результат | % очок | Турнірний рейтинг | Командне місце | Особисте місце |
| ---- | ---------------- | -------- | ------- | ----------- | ------- | - | - | - | --------- | ------ | ----------------- | -------------- | -------------- |
| 1992 | шахова олімпіада | Маніла   | Україна | 3           | 2340    | 6 | 4 | 2 | 8 з 12    | 66,7   | 2326              | Silver         | 8              |
|      | чемпіонат Європи | Дебрецен | Україна | резерв      | 2355    | 3 | 1 | 2 | 3½ з 6    | 58,3   | 2279              | Gold           | 6              |
| 1994 | шахова олімпіада | Москва   | Україна | 1           | 2370    | 1 | 2 | 5 | 2 з 8     | 25,0   | 2122              | 5              |                |

### Збірні Югославії, Сербії та Чорногорії, Сербії
Змінивши громадянство, Ірина Челушкіна з 2000 року почала виступати за збірну Югославії (пізніше зб. Сербії та Чорногорії, зб. Сербії). 
Всього за період 2000—2016 рр. Челушкіна зіграла за балканські збірні у 11-ти турнірах, зокрема: шахова олімпіада — 6 разів, командний чемпіонат Європи — 5 разів. При цьому Ірина не здобула жодної нагороди, найвище командне досягнення — 5 місце на шаховій олімпіаді 2000 року, особисте — 5 місце на шаховій олімпіаді 2008 року.

Загалом у складах жіночих збірних Югославії, Сербії та Чорногорії, Сербії Ірина Челушкіна зіграла 93 партій, у яких набрала 49½ очок (+40=19-34), що становить 53,2 % можливих очок.
| Рік  | Турнір           | Місто           | Збірна               | Шахів- ниця | Рейтинг | + | = | − | Результат | % очок | Турнірний рейтинг | Командне місце | Особисте місце |
| ---- | ---------------- | --------------- | -------------------- | ----------- | ------- | - | - | - | --------- | ------ | ----------------- | -------------- | -------------- |
| 2000 | шахова олімпіада | Стамбул         | Югославія            | резерв      | 2415    | 1 | 0 | 3 | 1 з 4     | 25,0   | 2087              | 5              |                |
| 2002 | шахова олімпіада | Блед            | Югославія            | 3           | 2378    | 3 | 1 | 4 | 3½ з 8    | 43,8   | 2201              | 7              |                |
| 2005 | чемпіонат Європи | Гетеборг        | Сербія та Чорногорія | 4           | 2330    | 2 | 2 | 3 | 3 з 7     | 42,9   | 2175              | 9              | 15             |
| 2006 | шахова олімпіада | Турин           | Сербія та Чорногорія | 2           | 2320    | 5 | 5 | 3 | 7½ з 13   | 57,7   | 2241              | 25             | 33             |
| 2007 | чемпіонат Європи | Іракліон        | Сербія               | 2           | 2351    | 5 | 1 | 3 | 5½ з 9    | 61,1   | 2388              | 19             | 9              |
| 2008 | шахова олімпіада | Дрезден         | Сербія               | 4           | 2360    | 5 | 2 | 2 | 6 з 9     | 66,7   | 2408              | 7              | 5              |
| 2009 | чемпіонат Європи | Новий Сад       | Сербія               | 4           | 2333    | 3 | 0 | 5 | 3 з 8     | 37,5   | 2094              | 23             | 22             |
| 2010 | шахова олімпіада | Ханти-Мансійськ | Сербія               | 2           | 2325    | 5 | 0 | 4 | 5 з 9     | 55,6   | 2378              | 26             | 14             |
| 2011 | чемпіонат Європи | Порто-Каррас    | Сербія               | 2           | 2276    | 3 | 3 | 3 | 4½ з 9    | 50,0   | 2306              | 18             | 15             |
| 2015 | чемпіонат Європи | Рейк'явік       | Сербія               | 3           | 2271    | 4 | 4 | 1 | 6 з 9     | 66,7   | 2421              | 14             | 7              |
| 2016 | шахова олімпіада | Баку            | Сербія               | 2           | 2221    | 4 | 1 | 3 | 4½ з 8    | 56,3   | 2306              | 13             | 22             |

## Зміни рейтингу
| На цьому місці має відображатися графік чи діаграма, однак з технічних причин його відображення наразі вимкнено. Будь ласка, не видаляйте код, який викликає це повідомлення. Розробники вже працюють для того, щоби відновити штатне функціонування цього графіка або діаграми. | |
| | На цьому місці має відображатися графік чи діаграма, однак з технічних причин його відображення наразі вимкнено. Будь ласка, не видаляйте код, який викликає це повідомлення. Розробники вже працюють для того, щоби відновити штатне функціонування цього графіка або діаграми. |